# Antía Cal
Antía Cal Vázquez (La Habana, 18 de abril de 1923-Meira, 30 de marzo de 2022) fue una educadora española.

## Biografía
Su familia, originaria de Muras (Lugo), había emigrado a Cuba.
En 1932, con nueve años se estableció en Vigo (Galicia) con su madre y sus hermanos, mientras su padre se quedó trabajando en La Habana para el sostén económico de la familia.
En su infancia y adolescencia fue muy importante el mesón de sus abuelos maternos (en Muras, Lugo), que para ella fueron una referencia de identidad. Estudió el bachillerato en el Colegio Dequidt de La Coruña. Al terminar, a los diecisiete años, se instaló con su familia en Santiago de Compostela. A finales de la guerra civil española quería estudiar en la universidad pero su padre desde Cuba decidió que estudiara Comercio. Inicia la carrera hasta que una compañera le comenta la posibilidad de hacer Magisterio. Finalmente su madre le permitió estudiar Geografía en la Universidad de Santiago de Compostela. Obtuvo la licenciatura en Geografía e Historia en 1945.
Se casó con el oftalmólogo Antón Beiras García (1916-1968), un galleguista de izquierdas, hermano del intelectual y político galleguista Manuel Beiras García (1904-1996), quien fue el padre del político, economista y dirigente nacionalista gallego Xosé Manuel Beiras (1936-).
Tuvieron cuatro hijos. A pesar de que en la dictadura franquista no estaba prohibido el idioma gallego para su uso oficial, lo utilizaron para criar a sus cuatro niños, «cuando otros intelectuales no se atrevían a dar ese paso no por nada si no por que el castellano es mejor para el desarrollo profesional» (según palabras del académico Xesús Alonso Montero, al entregarle el Premio Trasalba, en 2012).
La tercera de las cuatro hijas del matrimonio nació con estrabismo, por lo que ambos decidieron hacer un viaje de estudio por Francia, Alemania y Suiza para encontrar una solución a esta enfermedad ocular. Con poco dinero ―como reconoce la educadora en su autobiografía―, recalaron finalmente en Ginebra (Suiza).
Allí, por una nota de prensa, Antía Cal fue al Museo de la Educación, donde en ese momento se estaba ordenando el legado del pedagogo Johann Heinrich Pestalozzi, por quien ella tenía una especial admiración gracias a su lucha a favor de la educación de las mujeres.

Me hice amiga de un viejo catedrático jubilado que trabajaba en la catalogación. Uno de los días que volví, cuando se enteró de que mi hijo mayor había cumplido cinco años, me espetó: «Ya le pasó el sol por la puerta». Quería decirme que la educación empezaba desde el mismo momento de nacer, cosa que tuve muy en cuenta después cuando abrí el Rosalía a los niños de tres años. [...] Aquel viejo profesor me puso en comunicación con una alumna suya, experta en Educación, que trabajaba en París para la Unesco. Ese fue otro contacto fundamental para mi vida, porque desde que en una conversación que mantuvimos Antón y yo con ella nos recomendó la educación en Inglaterra como la más avanzada en ese tiempo para nuestros hijos, volvimos a España con una idea fija en la que insistía mi marido a pesar de mis prevenciones por lo poco boyante de nuestra economía: mandar a nuestros hijos a estudiar a Inglaterra, apretándonos el cinto, en diferentes años. Así lo hicimos".

Como resultado de estos viajes, su esposo logró curar a su hija estrábica y se convirtió en una referencia en España en este campo de la oftalmología. En 1958 presentó la que se considera la primera publicación científica en idioma gallego desde el comienzo de la dictadura: «Las pruebas para mejorar los resultados terapéuticos de estrabismo» en Referatas (la revista de la Academia Médico Quirúrgica Provincial de Pontevedra).
Al regresar a Vigo inventó el vigoscopio, un dispositivo que permitía el examen del fondo del ojo. Pero no llegó a desarrollarlo completamente.
A partir de ese momento, Antía Cal empezó a tener contactos más intensos con los círculos de pedagogos europeos, lo que le hizo enviar a sus hijos a estudiar en la Stanway School (Inglaterra) entre 1956 y 1964.
El contraste con los diversos puntos de vista y experiencias en estos lugares impulsó a Antía Cal a crear su primera escuela.
Cuando unos años después su hijo mayor, Hixinio, volvió a Vigo desde Inglaterra, la experiencia de ver cómo echaba de menos la educación británica, empujaron definitivamente a Antía Cal a abrir un colegio que diera una opción a la mediocridad educativa de España. En Vigo conoció al británico Roderick Price Mann (Míster Mann), que era el responsable del Cable Inglés y se convirtió en un intermediario activo y efectivo para lograr la cobertura del British Council y convertir el inglés en lengua vehicular de la escuela, contando también con los consejos de la experta educativa de la Unesco que habían conocido en París. Después contrató a Dorothy Combee ―que en la actualidad vive en Porriño― como titular del Departamento de Idioma Inglés.
En la escuela la enseñanza era bilingüe desde que los niños ingresaban, a los tres años de edad. Era una inmersión total en los dos idiomas. La dictadura franquista había prohibido hablar o escribir en gallego en ámbitos oficiales y religiosos, pero fuera de las clases el gallego se utilizaba con normalidad. En esa actitud fue decisiva la posición de su esposo Antón Beiras que lo hablaba habitualmente a pesar de la censura.

### La Escuela Rosalía de Castro
En 1961 ―con la ayuda económica de sus padres y su esposo― abrió en la calle Pizarro (en Vigo) la Escuela Rosalía de Castro, con una educación totalmente bilingüe: las clases se daban en español e inglés ―no era usual la enseñanza en idioma gallego ni era promovida desde la dictadura franquista―. Influenciada por el modelo de la Institución Libre de Enseñanza, fue la primera escuela laica (sin enseñanza religiosa católica obligatoria) en Galicia.
Las aulas tenían los nombres de personalidades de la cultura que representaban toda una bandera social y política:
- Alexandre Bóveda.
- Luis de Camões,
- Castelao,
- Rosalía de Castro,
- Marie Curie,
- Carlos Maside,
- María Montessori,
- Eduardo Pondal,
- Bertrand Russell,
- Mariñeiros (‘marineros’) y
- Labregos (‘campesinos’).

Cuando comenzó el año escolar ―en septiembre de 1961― contaba con 3 profesores y 38 alumnos.
En 1969, Antía Cal fue a Barcelona y entró en contacto con las escuelas de verano del colectivo catalán Rosa Sensat ―creado por la educadora barcelonesa Rosa Sensat (1873-1961)―, que encabezaba Marta Mata (1926-2006).
Todo lo que aprendió en este núcleo de renovación pedagógica, y la relación que estableció con ese centro, la ayudó a mejorar la preparación de los maestros en su escuela. En esa época introdujo el idioma gallego en la educación escolar.
En Galicia, el «Rosalía» fue un foco de irradiación progresista de las nuevas tendencias pedagógicas.
En 1988 se jubiló después de treinta años dedicados a la enseñanza.
En 1994 recibió la distinción de Galega Destacada.
Su esposo falleció de cáncer en Vigo el 1 de abril de 1968. En su funeral, el sacerdote jesuita Seixas pronunció la primera homilía en idioma gallego después de la guerra.

## Premios
En 2004, en Padrón (La Coruña), recibió el premio Pedrón de Ouro por ser la personalidad viva y residente en Galicia que más se destacó en la defensa y la promoción de las diversas facetas de la cultura nacional en la trayectoria de su vida.
En 2012 ―en la casa museo del escritor Ramón Otero Pedrayo, en Trasalba (Amoeiro)―, la Fundación Otero Pedrayo le entregó el premio Trasalba, que premia a distintas personalidades vivas por su labor cultural y galleguista. Durante la entrega del premio afirmó que la educación es la base y la piedra angular de una sociedad libre y desarrollada.
Lleva su nombre una calle de Lavadores, y varios colegios de Galicia.
Fue nombrada Viguesa Distinguida en 2002 y Chairega de Honra.
Distinguida con el Premio de Igualdad "Ernestina Otero" en el año 2015; premio honorífico otorgado por el Consello Municipal da Muller de Vigo

## Obras
- O libro dos nenos. Enciclopedia pro neno galego (que en 1958 obtuvo el primer premio del Hogar Gallego de Caracas).[9]
- Arte para os nenos.[9]
- Este camiño que fixemos xuntos (‘este camino que hicimos juntos’), autobiografía. Vigo: Galaxia, 2006.